# Goldelund
Goldelund er en landsby og kommune beliggende omtrent 25 sydvest for Flensborg på gesten i Sydslesvig. Administrativt hører kommunen under Nordfrislands kreds i den tyske delstat Slesvig-Holsten. Den samarbejder på administrativt plan med andre kommuner i omegnen i kommunefællesskab Midterste Nordfrisland (Amt Mittleres Nordfriesland). I kirkelig henseende hører Goldelund under Joldelund Sogn. Sognet lå i Nørre Gøs Herred (Bredsted Amt), da Slesvig var dansk indtil 1864.
Goldelund er første gang nævnt 1321. Stednavnet kan være afledt af dyrnavnet galt (oldnordisk gǫltr). Rundung af kort a foran -lt kendes fra næsten hele Jylland. På nordfrisisk udtales navnet Gelün eller Gulønj. På Goldelund Mark ved skellet mod nabobyen Høgel i Breklum Sogn ligger bebyggelsen Hogelund (på dansk også Højlund, på tysk Hogelund og på sønderjysk Hø'lun). Hogelund eller Højlund er første gang dokumenteret 1821. Stednavnet sigter til bebyggelsens beliggenhed på et terræn, der er et par meter højere end selve landsbyen Goldelund.
De nordvest for byen ved grænsen til Enge-Sande (Enge Sogn) og Lilholm (Breklum Sogn) beliggende hede- og klit-arealer kaldes for Halverstang (også Halverstang Bjerge el. Halverstang Hede). Forleddet henføres til mandsnavnet Halwarth. Efterleddet er subst. stang anvendt som grænsemærke. Halverstang Bjerge ligger ikke langt fra Lilholm Hedeklitter, som er en af de få tilbagestående rester af det tidligere udstrakte hedelandskab med lyng, skove, klitter og mose i det slesvigske/sønderjyske midtslette.
Kommunen er landbrugspræget.